# Вест-Колумбія (Південна Кароліна)
Вест-Колумбія (англ. West Columbia) — місто (англ. city) в США, в окрузі Лексінгтон штату Південна Кароліна. Населення — 17 416 осіб (2020).

## Географія
Вест-Колумбія розташований за координатами 33°59′26″ пн. ш. 81°5′42″ зх. д. / 33.99056° пн. ш. 81.09500° зх. д. (33.990459, -81.095126).  За даними Бюро перепису населення США в 2010 році місто мало площу 18,66 км², з яких 18,11 км² — суходіл та 0,55 км² — водойми. В 2017 році площа становила 22,51 км², з яких 22,09 км² — суходіл та 0,42 км² — водойми.

## Демографія
Згідно з переписом 2010 року, у місті мешкало 14 988 осіб у 6645 домогосподарствах у складі 3498 родин. Густота населення становила 803 особи/км².  Було 7665 помешкань (411/км²).
Расовий склад населення:
| - 68,0 % — білих - 18,5 % — чорних або афроамериканців - 1,8 % — азіатів - 0,8 % — корінних американців - 8,6 % — осіб інших рас |

До двох чи більше рас належало 2,3 %. Частка іспаномовних становила 14,5 % від усіх жителів.
За віковим діапазоном населення розподілялося таким чином: 18,5 % — особи молодші 18 років, 65,2 % — особи у віці 18—64 років, 16,3 % — особи у віці 65 років та старші. Медіана віку мешканця становила 37,4 року. На 100 осіб жіночої статі у місті припадало 95,7 чоловіків;  на 100 жінок у віці від 18 років та старших — 94,8 чоловіків також старших 18 років.
Середній дохід на одне домашнє господарство  становив 55 317 доларів США (медіана — 41 230), а середній дохід на одну сім'ю — 68 611 долар (медіана — 50 714). Медіана доходів становила 32 063 долари для чоловіків та 34 441 долар для жінок. За межею бідності перебувало 19,2 % осіб, у тому числі 33,1 % дітей у віці до 18 років та 4,0 % осіб у віці 65 років та старших.
Цивільне працевлаштоване населення становило 7849 осіб. Основні галузі зайнятості: освіта, охорона здоров'я та соціальна допомога — 24,1 %, будівництво — 14,7 %, мистецтво, розваги та відпочинок — 11,0 %, науковці, спеціалісти, менеджери — 10,6 %.